# DJ Clue
DJ Clue, pseudonimo di Ernesto Shaw (New York, 8 gennaio 1975), è un rapper e disc jockey statunitense.
Egli è famoso per essere un produttore di mixtape e deejay. Ha due fratelli, Justin e Christopher. Attualmente è sotto contratto con la Roc-A-Fella Records. Clue è ben noto per doppiare nelle canzoni sia le informazioni sulla canzone che il suo nome, spesso ripetuto da una voce metallica.

## Carriera
Nativo del Queens, New York, DJ Clue iniziò a interessarsi di rap quando, nel 1989, divenne il frontman di una crew rap del Queens. Inizialmente il suo nome era Mc Drama. Durante una sessione di prova Clue fu attirato dalle piattaforme del suo deejay, restandone affascinato e decidendo di porre insieme più basi nelle canzoni, sottraendole e aggiungendole.

## Remix
Clue produsse alcuni remix di canzoni di Mariah Carey come "We Belong Together", "Shake It Off" e "Don't Forget About Us". Successivamente divenne il dj principale nel tour mondiale della Carey nel 2006. Ha prodotto anche, assieme a Missy Elliott e Da Brat, un remix per l'album della Carey, Rainbow, nel 1999.
DJ Clue, Ja Rule, Nelly e i Sum 41 hanno remixato la hit "Walk this Way" dei Run-DMC e degli Aerosmith nel 2002.

## Vj
Clue era un vj per lo show di Mtv "Direct Effect", oltre a essere presentatore per la radio rap di New York Hot 97, passando poi però alla radio rivale, Power 105.1.

## Album e Mixtapes
- The Professional Platinum
- DJ Clue/ Presents: Backstage: A Hard Knock Life [SOUNDTRACK] Gold
- The Professional, Pt. 2 Gold
- The Professional, Pt. 3

DJ Clue mixtapes Desert Storm
- DJ Clue - Spring Time Stick Up (Audio Cassette) (1996)
- DJ Clue - Clueminatti Part 1 (Audio-Cassette) (1996)
- DJ Clue - Clueminatti Part 2 The Rematch (Audio-Cassette) (1996)
- DJ Clue - The 4,5,6 (Audio-Cassette) (1996)
- DJ Clue - Show Me The Money Part 1 (Audio-Cassette)
- DJ Clue - Show Me The Money Part 2 (Audio-Cassette)
- DJ Clue - Tripple Platinum (Audio-Cassette) (1996)
- DJ Clue - R&B Part 2 Just Cruisin'(Audio-Cassette) (1996)
- DJ Clue - Clue For President (Audio-Cassette)
- DJ Clue - You Can't Impeach The President '99 (Audio-CD) (1999)
- DJ Clue - Clue For President 3/Time Is Money (12")
- DJ Clue - Best Of DJ Clue (The Freestyles Pt. 1) (Audio-CD)
- DJ Clue - Best Of DJ Clue (The Freestyles Pt. 2) (Audio-CD)
- DJ Clue - Gettin´ Right Part 2 (Audio-CD)
- DJ Clue - Heavy Rotation Pt. 2 (Audio-CD)
- DJ Clue - He's A Hustler Part 1 (Audio-CD)
- DJ Clue - He's A Pro Pt. 1 (Audio-CD)
- DJ Clue - NY Giant (Audio-CD)
- DJ Clue - The Cherry Lounge Pt. 1 (Harlem, New York) (Audio-CD)
- DJ Clue - The Cherry Lounge Pt. 2 (Getting Right) (Audio-CD)
- DJ Clue - The Great Ones Pt. 2 (Audio-CD)
- DJ Clue - The Incredible (Audio-CD)
- DJ Clue - The Mixtape After Tomorrow (Audio-CD)
- DJ Clue - The Perfect Desert Storm (Audio-CD) (2000)
- DJ Clue - William M. Holla Part 1 Let The Games Begin (Audio-CD) (2000)
- DJ Clue - William M. Holla Part 2 (Audio-CD) (2001)
- DJ Clue - Hev. E. Components Part 1 (Audio-Cassette) (Audio-CD) (2001)
- DJ Clue - Hev. E. Components Part 2 (Audio-Cassette) (Audio-CD) (2001)
- DJ Clue - Hev. E. Components Part 3 (Audio-Cassette) (Audio-CD) (2001)
- DJ Clue - Hev. E. Components Part 4 (Audio-Cassette) (Audio-CD) (2001)
- DJ Clue - Stadium Series Part 1 Mix Tapes For Dummies (Audio-CD) (2001)
- DJ Clue - Stadium Series Part 2 (Audio-CD) (2001)
- DJ Clue - Stadium Series Part 3 Let The Games Begin! (Audio-CD) (2001)
- DJ Clue - Stadium Series Part 4 Holiday Hold-Up 2001 2002 (Audio-CD) (2001)
- DJ Clue - Grand Theft Audio Part 1 Desert Storm Mixtape Vol.2 (Audio-CD) (2001)
- DJ Clue - Grand Theft Audio Part 2 Desert Storm Mixtape Vol.3 (Audio-CD) (2001)
- DJ Clue - Grand Theft Audio Part 3 AKA Earl Lee (Audio-CD) (2001)
- DJ Clue - I'm A' Show You How To Do This Part 1 (Audio-CD)
- DJ Clue - No More Mr. Nice Guy Desert Storm Mixtape Vol.4 (Audio-CD) (2001)
- DJ Clue - Show Me the Money 2002 (Audio-CD) (2002)
- DJ Clue - Hate Me Now Part 1 (Audio-CD) (2002)
- DJ Clue - Hate Me Now Part 2 (Audio-CD) (2002)
- DJ Clue - Hate Me Now Part 4 (Audio-CD) (2002)
- DJ Clue - Hate Me Now Part 4 (Audio-CD) (2003)
- DJ Clue - Please Don't Throw Rocks At The Throne (Audio-CD) (2003)
- DJ Clue - Where Ya Hood At Part 1 (Audio-CD) (2003)
- DJ Clue - Where Ya Hood At Part 2 (Audio-CD) (2003)
- DJ Clue - Where Ya Hood At Part 3 (Audio-CD) (2003)
- DJ Clue - Where Ya Hood At Part 4 (Audio-CD) (2003)
- DJ Clue - Monday Night Mixtape (Audio-CD) (2003)
- DJ Clue - The Minattii Report (Audio-CD) (2003)
- DJ Clue - Operation Desert Storm Part 1 (Audio-CD) (2003)
- DJ Clue - Operation Desert Storm Part 2 (Audio-CD) (2003)
- DJ Clue - Curse of Clue (Audio-CD) (2003)
- DJ Clue - This is it (Audio-CD) (2004)
- DJ Clue - Thee American Idol Vol.01 (Audio-CD) (2004)
- DJ Clue - Thee American Idol Vol.02 (Audio-CD)
- DJ Clue - When Animals Attack (Audio-CD) (2004)